# I Don't Want a Lover
I Don't Want a Lover è un singolo del gruppo musicale scozzese Texas, pubblicato il 23 gennaio 1989 come primo estratto dal primo album in studio Southside.
Il 9 luglio 2001 uscì una versione remix del singolo inclusa nella raccolta The Greatest Hits.

## Tracce
1. I Don't Want a Lover – 5:07
2. Believe Me – 4:00
3. All in Vain – 3:43

## Classifiche
| Classifica (1989) | Posizione massima |
| ----------------- | ----------------- |
| Austria           | 9                 |
| Australia         | 4                 |
| Francia           | 11                |
| Germania          | 18                |
| Belgio (Fiandre)  | 25                |
| Svizzera          | 3                 |